# Персей (філософ)
Персей із Кітіона, син Деметрія (грец. Περσαῖος; близько 307-306 — 243 до н. е.) — грецький філософ-стоїк, друг і улюблений учень Зенона Кітіонського.

## Біографія
Персей народився близько 306 року до н. е., був улюбленим учнем Зенона і навіть жив із ним в одному домі. Пізніші письменники стверджували, що Персей був, можливо, рабом Зенона, посланим філософу македонським царем Антигоном II Гонатом як асистент; однак ця історія, мабуть, пов'язана із саркастичною ремаркою, яку зробив Біон Борисфенський на адресу Персея: побачивши статую філософа з написом «Персей, учень Зенона», Біон глузував, що там повинно було писати «Персей, слуга Зенона».
Відомо, що цар Антигон II Гонат запросив Зенона до свого двору в Пеллу близько 276 року до н. е., але філософ відмовився, посилаючись на похилий вік, і послав замість себе своїх учнів Персея і Філоніда. Персей став важливою фігурою при македонському дворі, йому навіть довірили виховання Алкіонея, спадкоємця басилевса. Після того, як Антигон захопив Коринф близько 244 року до н. е., Персей став архонтом цього міста. Він помер 243 року до н. е., захищаючи Коринф від нападу, який очолював Арат Сікіонський.

## Роботи
Не зберігся жоден твір Персея, за винятком декількох фрагментів. Діоген Лаертський подає список робіт, які приписують Персею:
- Ἠθικαῖς σχολαῖς — Етична школа.
- Περὶ βασιλείας — Про царство.
- Πολιτεία Λακωνική — Конституція спартанців.
- Περὶ γάμου — Про шлюб.
- Περὶ ἀσεβείας — Про безбожність.
- Θυέστης.
- Περὶ ἐρώτων — Про кохання.
- Προτρεπτικοί — Настанови.
- Διατριβῶν — Розмови.
- Χρειῶν.
- Ἀπομνημονεύματα — Спогади.
- Πρὸς τοὺς Πλάτωνος νόμους — Закони Платона.